# Haiyore! Nyaruko-san
Haiyore! Nyaruko-san (這いよれ！ニャル子さん) est à l'origine un « light novel » écrit par Manta Aisora et illustré par Koin. Il comporte douze tomes et est publié dans GA Magazine de SoftBank Creative.
Il a été adapté en manga, anime ou encore jeu vidéo.

## Synopsis
L'histoire tourne autour de Nyarlathotep, la divinité du chaos, qui arrive sur Terre sous les traits de Nyaruko, sauvant un jour un jeune lycéen, Yasaka Mahiro, est tombée immédiatement amoureuse de lui. 
Au fur et à mesure, nos deux protagonistes vont rencontrer d'autres extra-terrestres, entre autres Cthugha, qui se fait surnommer Kuko, follement amoureuse de Nyaruko, et la grande divinité du vent Hastur, dit Hasuta, qui lui est amoureux de Mahiro.

## Personnages principaux
Mahiro Yasaka (八坂 真尋, Yasaka Mahiro)
Yasaka Mahiro est un jeune lycéen normal, jusqu'au jour où il se fait attaquer par un monstre. Il est sauvé par Nyaruko, la divinité du Chaos qui était tombée immédiatement amoureuse après avoir vu une photo de lui.
Il vit avec sa mère Yoriko et rêve d'une vie sans problèmes et très vite sans extra-terrestres. Il possède des capacités latentes de Chasseur de monstres dont la principale caractéristique est le lancer de fourchette qui pour une étrange raison est terriblement efficace contre les divinités et autres extra-terrestres.
Nyaruko (ニャル子, Nyaruko)
Nyaruko est la divinité du Chaos, aussi connue sous le nom de Nyarlathotep, elle sauve un jour un jeune lycéen alors qu'elle est en mission sur terre, et était tombée follement amoureuse de ce dernier après avoir vue une photo de lui, pour une mission de protection de la terre.
Elle fait tout son possible pour que Mahiro tombe amoureux d'elle à son tour, sans grand succès étant donné la timidité de Mahiro et son désir d'une vie tranquille, sont tout le contraire de ce qu'apporte une divinité du Chaos comme Nyaruko.

## Personnages secondaires
Yoriko Yasaka (八坂 頼子, Yasaka Yoriko)
Yoriko est la mère de Mahiro, c'est une chasseuse de divinité, à mi-temps. Guerrière expérimentée, elle utilise aussi le lancer de fourchettes afin de combattre les divinités qu'elle cible.
Kuko (クー子, Kūko)
Kuko est la divinité du feu, amie d'enfance de Nyaruko et d'Hasuta, elle est amoureuse de Nyaruko et prétend être sa femme.
Elle est passionnée par tous types de jeux, ainsi que tous types de consoles. Dans la 2e saison, elle éprouvera des faibles sentiments amoureux pour Mahiro Yasaka, mais sa priorité restera Nyaruko.
Hasuta (ハス太, Hasuta)
Hasuta est la divinité du vent, c'est également l'ami d'enfance de Nyaruko et de Kuko. C'est un garçon qui semble d'apparence fébrile mais qui se révélera être un personnage plutôt fort au fil de l'histoire.
Il ressent lui aussi des sentiments pour Mahiro.
Tamao Kurei (暮井 珠緒, Kurei Tamao)
Tamao est la camarade de classe de Mahiro qui fait partie d'un club de journalisme , elle éprouvera des sentiments pour Mahiro mais ne les révélera pas car elle ne veut pas nuire à la relation entre Mahiro et Nyaruko.
Shanta-kun (シャンタッ君, Shantakkun)
Petite créature qui est la servante de Nyaruko, c'est un Shantak, espèce de dragon sans bras. En dépit de son aspect peu effrayant, c'est une créature assez forte qui peut se transformer en un grand dragon, c'est d'ailleurs la raison pour laquelle Nyaruko l'apprécie. Elle apprécie aussi Mahiro.
Luhy Distone (ルーヒー・ジストーン, Rūhī Jisutōn)
Luhy travaillait dans une compagnie de jeux vidéo de l'espace mais à la suite d'un problème de sa compagnie, elle va se reconvertir. Actuellement, elle travaille en tant que vendeuse de nourriture Japonaise (takoyaki) avec des ingrédients ne venant pas de la Terre.

## Manga
Un premier manga nommé Haiyore! Nyaruko-san est paru dans le magazine Miracle Jump de Shūeisha. Le premier tome est sorti le 10 avril 2012 et le second le 10 avril 2013.
Un second manga nommé Haiyore! Super Nyaruko-chan Time  est publié dans le web-magazine Comic Meteor depuis octobre 2011. Trois tomes sont sortis en avril 2013.

## Anime

### Musique
Génériques d'ouverture
- "Taiyō Iwaku Moeyo Chaos" (太陽曰く燃えよカオス?, The Sun Says "Burn, Chaos") par Ushiro kara Haiyori-tai G (Kana Asumi, Miyu Matsuki et Yuka Ōtsubo) (Saison 1)
- "Koi wa Chaos no Shimobenari" (恋は渾沌の隷也, Koi wa Kaosu no Shimobenari?, Love is a Servant of Chaos) par Ushiro kara Haiyori-tai G (Saison 2)

Génériques de fin
- "Suki, Suki, Daisuki." (好き、好き、大好き。?, Like, Like, Love.) par Kana Asumi (Haiyoru! Nyaruani)
- "Koisuru Otome no Catharsis" (恋する乙女のカタルシス?, Loving Maiden's Catharsis) par Lisp (Kana Asumi, Azusa Kataoka et Sayuri Hara) (Haiyoru! Nyaruani: Remember My Mr. Lovecraft)

- "Zutto Be With You" (ずっと Be with you?, Always Be with you) par RAMM ni Haiyoru Nyaruko-san (Kana Asumi) (Saison 1, épisodes 1 à 11)
- "Magamagashiku mo Seinaru kana" (禍々しくも聖なるかな?, The Evil et Young are Holy too) par Ushiro kara Haiyori-tai (Kana Asumi, Miyu Matsuki et Yuka Ōtsubo) (Saison 1, épisode 12)

- "Yotte S.O.S." (よってS.O.S?) par RAMM ni Haiyoru Nyaruko-san (Saison 2, épisodes 1, 2, 6, 11)
- "Wonder Nanda? Kataomoi" (Wonderナンダ？片思い?, What's a Wonder? One-sided Love) par RAMM ni Haiyoru Jashin-san (Kana Asumi, Miyu Matsuki et Rie Kugimiya) (Saison 2, épisodes 3, 8)
- "Kirai na Wake Lychee" (嫌いなワケLychee?, I Hate Lychee) par RAMM ni Haiyoru Tamao-san (Yuka Ōtsubo) (Saison 2, épisodes 4, 7)
- "Sister, Friend, Lover" par RAMM ni Haiyoru Kūko-san to Kūne-san (Miyu Matsuki et Ryōka Yuzuki) (Saison 2, épisodes 5, 9)
- "Ai Crusader's†Striver" (愛クルセイダース†ストライバー, Ai Kuruseidāsu Sutoraibā?) par RAMM ni Haiyoru Mahiro-san to Yoichi-san (Eri Kitamura et Wataru Hatano) (Saison 2, épisode 10)
- "Kimi no Tonari de" (キミのとなりで?, Right Next to You) par RAMM ni Haiyoru Nyaruko-san (Kana Asumi) (Saison 2, épisode 12)

## Jeu vidéo
Un jeu vidéo nommé Haiyore ! Nyaruko-san est sorti le 30 mai 2013 sur PlayStation Vita.

## Anecdote
C'est un animé rempli de clin d’œil à d'autres œuvres, qu'elles soient vidéoludiques ou même audiovisuelles. Comme les personnages semblent aussi l'indiquer, les créatures de Lovecraft sont ici illustrées sous des formes humaines, ce qui est en soi une idée assez inversée de la représentation du mythe de Cthulhu.